# 調度
調度（ちょうど）とは、身の回りに置かれ、日常生活において用いられる道具・家具・その他日用品の類を広く指して用いる言葉。時代や階層によって対象となる事物は異なる。

## 概要
平安時代の公家社会においては寝殿などの装飾・道具を広く指す「室礼」とほぼ同義語として用いられた。平安以降の有職故実の世界では主として公家が儀式や行事で用いる道具・家具類について論じられている（装束に関しては含むものと含まないものがある）。
その一方で『和名類聚抄』には「調度部」が設けられ、仏塔具・伽藍具・僧坊具・祭祀具・文書具・図絵具・征戦具・弓剣具・刑罰具・鞍馬具・鷹犬具・畋猟具・漁釣具・農耕具・造作具・木工具・細工具・鍛冶具・音楽具・服玩具・称量具・容飾具・澡浴具・厨膳具・薫香具・裁縫具・染色具・織機具・蚕糸具・屏障具・坐臥具・行旅具・葬送具など各階層・行事にて用いる調度について広く記された。
鎌倉時代の武家社会においては、弓矢と関連道具のことを「調度」と称した。この風習は近世まで続き、江戸時代の武家の邸宅には、重籐の弓2張と矢を込めた逆頬空穂（さかつらうつぼ）1腰を飾った調度台があり、儀式などの際に飾る習慣があった。